# Yojiro Takahagi
Yojiro Takahagi (髙萩 洋次郎, Takahagi Yojiro), né le 2 août 1986 à Iwaki au Japon, est un footballeur japonais. Il évolue au poste de milieu défensif.

## Biographie
Yojiro Takahagi participe à la Coupe d'Asie des nations des moins de 16 ans en 2002 puis à la Coupe d'Asie des nations des moins de 19 ans en 2004.

## Palmarès
- Championnat du Japon en 2012 avec le sanfrecce Hiroshima
- Champion de J-league 2 en 2008 avec le Sanfrecce Hiroshima
- Vainqueur de la Supercoupe du Japon en 2008 avec le Sanfrecce Hiroshima
- Finaliste de la Coupe du Japon en 2007 avec le Sanfrecce Hiroshima
- Finaliste de la Coupe de la Ligue japonaise en 2010 avec le Sanfrecce Hiroshima
- Championnat de Corée du Sud en 2016